# AS.15TT
AS.15TT (где «TT» — фр. Tous Temps — «всепогодная») — французская противокорабельная ракета разработанная фирмой Aérospatiale по заказу Саудовской Аравии. Ракета предназначена для вооружения кораблей и вертолётов. Французскими ВМС испытывалась, но на вооружение принята не была. В корабельном варианте ракета испытывалась, но не продавалась ни одному заказчику. Поставлялась в Саудовскую Аравию, Бахрейн, Чили для вооружения вертолётов SA 365F Dauphin и Dauphin 2, базирующихся на кораблях. Ракеты заказывались Ираком, но поставка была заморожена.

## История разработки
В 1970-х годах для замены ракеты AS.12 фирма Aerospatiale начала разработки по двум программам. По первой программе разрабатывалась ракета, управляемая с помощью радара (ракета по данной программе позже получила наименование AS.15TT), по второй - управляемая по проводам AM 10 LASSO (англ. Light anti-surface semi-automatic optical). Разработка была начата в 1976 и 1977 годах соответственно. Разработка AM 10 была остановлена в 1978 году, когда стало ясно что разработка ракеты управляемой с помощью РЛС более перспективна.
Финансирование разработки шло в основном за счет Саудовской Аравии, которая собиралась использовать AS.15TT для вооружения своих вертолётов и кораблей. После начала разработки ракет фирма Aerospatiale заключила контракт с Саудовской Аравией о поставке 24 вертолётов AS.365F. Для 20 из них AS.15TT является основным вооружением.
Лётные испытания начались в 1981 году. Интеграция с вертолётом началась в 1982 году и была завершена во второй половине 1983 года. Разработка была завершена в июне 1985 года. Модификация для запуска с кораблей получила обозначение MM.15 и была показана на авиасалоне в Фарнборо в 1984 году и затем в 1992 на Singapore Airshow. Испытания этого варианта ракеты были завершены в 1993 году. Заявлялось о разработке модификации для комплексов береговой обороны.

## Конструкция
Ракета выполнена по нормальной аэродинамической схеме с крестообразным крылом в средней части корпуса и рулями управления на поверхности хвостового отсека. В носу ракеты расположена боевая часть массой 30 кг. В отсеке аппаратуры размещаются гироскоп, термобатарея, автопилот, радиолокационный ответчик и высотомер. Антенны приёмника расположены на законцовках консолей крыла. Ракета оснащена двумя ускорителями РДТТ фирмы Anubis и маршевым РДТТ фирмы Acis. Сопла ускорителей и маршевого двигателя выходят на донный срез ракеты. Стоимость ракеты по состоянию на 1992 год составляла 295 000 долларов.

## Тактика применения
Для обнаружения целей и наведение ракет AS.15TT вертолёт оснащается РЛС Aqrion 15, изготавливаемой фирмой Thomson-CSF. Наведение ракеты командное, с помощью частотно-модулированных радиокоманд передаваемых РЛС. Aqrion 15 работает в диапазоне J/L (длина волны 0,5-3 см) и имеет дальность обнаружения до 150 км. Помехозащищённость обеспечивается сжатием импульса и быстрой сменой рабочей частоты (даже во время наведения ракеты).
После пуска ракета выполняет снижение до высоты около 15 метров и продолжает дальнейший полёт выдерживая высоту с помощью высотомера. Приблизительно за 300 метров до цели происходит снижение до высоты 3-5 метров для лучшего поражения цели.
Полная противокорабельная система состоит из корабля, вооружённого ПКР средней дальности Exocet MM40, и одного-двух вертолётов AS-365F «Dauphin 2», вооружённых четырьмя ракетами AS15TT каждый. Целеуказание для ракет Exocet MM40 производится с помощью вертолётной РЛС Aqrion 15.

## Модификации

### ММ.15
Корабельный вариант. Всего было произведено 11 единиц. Ракеты испытывались в 1995 году с борта патрульного катера Trinity строившегося для мексиканских ВМС, но контракт на поставку ракет Мексике заключен не был. Ракеты предлагались Кувейту, но Кувейт выбрал ракеты Sea Skua.

## Тактико-технические характеристики
| ТТХ                              | AS.15TT   |
| -------------------------------- | --------- |
| Год принятия на вооружение       | 1984?     |
| Длина, мм                        | 2300      |
| Размах крыла, мм                 | 564       |
| Максимальный диаметр корпуса, мм | 187       |
| Масса ракеты, кг                 | 96        |
| Силовая установка                | РДТТ      |
| Дальность действия, км           | 17        |
| Минимальная высота пуска, м      | 15        |
| Крейсерская скорость м/с         | 280       |
| Система наведения                | командная |
| Масса боевой части, кг           | 29,7      |

## Эксплуатанты
Всего произведено 429 ракет в модификации AS.15TT и 11 в варианте MM.15.
- - 20 ракет были закуплены Бахрейном для вооружения вертолётов Dauphin, размещенных на патрульных кораблях Lurssen FPB 62[1].
- - на вооружении вертолётов Dauphin[1].
- - заказал в 1989 году 60 ракет для вооружения своих вертолётов AS.365N Dauphin. Но в связи с захватом Кувейта в 1991 году и последовавшей за ним войне в Персидском заливе, контракт так и не был выполнен[1].
- - заявлялось о заказе ракет для вооружения вертолётов AS.565 Panther[1].
- - основной заказчик ракет. В рамках первоначального контракта к 1988 году была поставлена 221 ракета (всего 254) для вооружения вертолётов AS.365F Dauphin. Вертолёты размещаются на фрегатах «Al Madinah» или военных базах. В ходе войны в Персидском заливе было использовано 15 ракет[1].
- - на вооружении вертолётов Dauphin[1].